# Arroyo Colorado
Der Arroyo Colorado ist ein Fluss in Uruguay.
Er entspringt im Ostteil der Stadt Las Piedras. Von dort fließt er, während er unter anderem die Grenze zwischen Las Piedras und Progreso bildet, zunächst in nordwestliche Richtung, bevor sein Verlauf ab der Einmündung seines rechtsseitigen Nebenflusses Arroyo Colorado Chico nach Südwesten abknickt. Bei Paso Don Fabián unterquert er die Ruta 48 und wenige hundert Meter flussabwärts auch die Ruta 36. Auf seinem letzten Abschnitt ab der Einmündung des Arroyo de las Piedras bildet er die Grenze der Departamentos Canelones und Montevideo, um anschließend linksseitig in den Río Santa Lucía zu münden.